# واوچلس لاس قوسنی
واوچلس لاس قوسنی (به فرانسوی: Vauchelles-les-Quesnoy) یک کمون در فرانسه است که در Canton of Abbeville-Nord واقع شده‌است.

## خصوصیات
واوچلس لاس قوسنی ۶٫۱۴ کیلومترمربع مساحت و ۸۷۷ نفر جمعیت دارد و ۱۲۸ متر بالاتر از سطح دریا واقع شده‌است.